# John Walter Smith
John Walter Smith (ur. 5 lutego 1845, zm. 19 kwietnia 1925 w Baltimore) – amerykański przedsiębiorca i polityk z Maryland.

## Życiorys
W latach 1899–1900 z ramienia Partii Demokratycznej został wybrany przedstawicielem pierwszego okręgu wyborczego w stanie Maryland w Izbie Reprezentantów Stanów Zjednoczonych. Zrezygnował z tej pozycji w 1900 roku, aby objąć stanowisko gubernatora stanu Maryland, które piastował do 1904 roku. W latach 1908–1921 był senatorem Stanów Zjednoczonych z Maryland.